# V497 Большой Медведицы
V497 Большой Медведицы (лат. V497 Ursae Majoris) — одиночная переменная звезда в созвездии Большой Медведицы на расстоянии приблизительно 6130 световых лет (около 1880 парсеков) от Солнца. Видимая звёздная величина звезды — от +13,09m до +12,7m.

## Характеристики
V497 Большой Медведицы — пульсирующая переменная звезда типа Дельты Щита (DSCT).